# Alastair Gordon, 6. Marquess of Aberdeen and Temair
Alastair Ninian John Gordon, 6. Marquess of Aberdeen and Temair (* 20. Juli 1920; † 19. August 2002) war ein Künstler, dessen Werk sich zumeist mit Botanik befasste, und Kunstkritiker, der in seinem späteren Leben Peer wurde.

## Leben und Karriere
Gordon wurde 1920 als jüngstes von fünf Kindern und als vierter Sohn von Lord Dudley Gordon geboren. Er wuchs im Familienanwesen Haddo House auf und besuchte die Harrow School, bevor er die Gray's School of Art besuchte.
1939 trat den Scots Guards bei und diente im Mittleren Osten und Nordafrika, bevor er in Syrien Invalide wurde, nachdem er von einem irischen Gardisten versehentlich in die Schulter geschossen wurde. Nachdem er in den aktiven Dienst zurückgekehrt war, war er an Einsätzen in Italien und Nordwesteuropa beteiligt und wurde 1946 im Rang eines Staff Captains demobilisiert. Nach Abschluss des Militärdienstes traten er und der Peer und Veteran George Haig, 2. Earl Haig in die Camberwell School of Art ein. 
Dort begann Gordon sich in botanischen Gemälden zu spezialisieren. Mehrere Ausstellungen von ihm fanden in London, New York, Chicago und Sydney statt. Er war auch Mitglied der International Association of Art Critics und Korrespondent für Moderne Kunst des Connoisseur-Magazins in den 1960er Jahren. 1965 erbte sein Vater den Titel des Marquess of Aberdeen and Temair, und Gordon wurde Lord Alastair Gordon. 
Er ließ sich in Ashampstead, Berkshire, nieder, weit entfernt vom Anwesen seiner Vorfahren in Haddo, was ihm erlaubte, eine künstlerische anstelle einer ländlichen Gesellschaft zu genießen. Abgesehen von der Kunst war er auch lange als Amateursänger im Bach Choir aktiv.

## Mitgliedschaft im House of Lords
Nach dem Tod seines Bruders 1984 erbte er dessen Titel und den damals damit verbundenen Sitz im House of Lords. Dort saß er als Crossbencher. Seine Antrittsrede hielt er am 25. Mai 1988.
Gordon nahm an Sitzungen des Oberhauses nur unregelmäßig teil, um über Themen zu sprechen, die von Interesse für ihn waren. 
- Sitzungsperiode 1997 / 1998: 1 Tag (von 228)

Zuletzt meldete er sich am 2. Juli 1997 zu Wort, zum Thema Jugendkriminalität.
Durch den House of Lords Act 1999 verlor er seinen Sitz.

## Familie
Gordon heiratete am 24. Februar 1950 die Keramik-Bildhauerin Anne Barry (1924–2007). Sie hatten drei Kinder, zwei Töchter und einen Sohn. 

## Späteres Leben
In seinem letzten Lebensjahr schrieb er regelmäßig Briefe und Kolumnen zur Kunstkritik und anderen Themen für Zeitungen. Vor allem war er aber durch Magazine und andere Beiträge bekannt, die seine Erfahrungen in den Bordellen von Knightsbridge und Beirut beschrieben, eine Aktivität, die von seiner Frau mit „tolerantem Amüsement“ betrachtet wurde.
Er starb am 19. August 2002 im Alter von 82 Jahren. Den Titel erbte sein Sohn als Alexander Gordon, 7. Marquess of Aberdeen and Temair.